# Jelena Wladimirowna Lebedenko
Jelena Wladimirowna Lebedenko (russisch Елена Владимировна Лебеденко, engl. Transkription Yelena Vladimirovna Lebedenko; * 16. Januar 1971 in Moskau) ist eine ehemalige russische Siebenkämpferin und Dreispringerin.
Im Siebenkampf kam sie bei den Leichtathletik-Weltmeisterschaften 1995 in Göteborg auf den 18. Platz. 1996 siegte sie im Fünfkampf der Halleneuropameisterschaften in Stockholm und belegte im Siebenkampf der Olympischen Spiele in Atlanta Rang 17. 
Im Dreisprung gewann sie Bronze bei den Halleneuropameisterschaften 1998 in Valencia und wurde Sechste bei den Leichtathletik-Hallenweltmeisterschaften 1999 in Maebashi.
1996 wurde sie russische Hallenmeisterin im Fünfkampf, 1998 im Dreisprung.

## Persönliche Bestleistungen
- Siebenkampf: 6342 Punkte, 17. Juni 1995, Moskau
- Fünfkampf (Halle): 4735 Punkte, 10. Februar 1996, Lipezk
- Dreisprung: 14,41 m, 30. Mai 1998, Vilamoura
  - Halle: 14,83 m, 1. Februar 2001, Samara